# Graus de la Marina Imperial Japonesa durant la Segona Guerra Mundial
Els gràfics següents mostren les divises (insígnies de grau) de la Marina Imperial Japonesa durant la Segona Guerra Mundial. Aquests dissenys van emprar-se entre els anys 1931 a 1935, però s'abandonaren després de la guerra, quan es dissolgué la Marina Imperial.
S'usaven els mateixos graus tant a l'Exèrcit Imperial com a la Marina Imperial, amb l'única distinció de l'ús del mot Exèrcit o Marina abans del grau. Així doncs, un capità de la Marina compartia la mateixa designació de grau que un coronel: "Rikugun Taisa" per a un coronel de l'Exèrcit i "Kaigun Taisa" per a un capità naval.
Els oficials portaven una gorra amb la divisa brodada. Les divises habitualment es duien al coll i, ocasionalment, a les solapes; i les divises de pala sobre la camisa blanca i l'abric.

## Graus d'oficial
| Nom                                                                                                 | Insígnia de la Marina Imperial | Equivalent de la US Navy | Equivalent de la Royal Navy |
| --------------------------------------------------------------------------------------------------- | ------------------------------ | ------------------------ | --------------------------- |
| Lord Gran Almirall 大元帥、海軍大将 Daigensui-Kaigun-Taishō (Gran Mariscal Naval)                   |                                | sense equivalent         | Sense equivalent            |
| OF-10 Gran Almirall 元帥、海軍大将 Gensui-Kaigun-Taishō (Mariscal General Naval)                    | Gran Almirall                  | Gran Almirall            | Gran Almirall               |
| OF-9 Almirall 海軍大将 Kaigun-Taishō (General de Cos d'Exèrcit Naval)                               | Almirall                       | Almirall                 | Almirall                    |
| OF-8 Vicealmirall 海軍中将 Kaigun-Chūjō (General de Divisió Naval)                                  | Vicealmirall                   | Vicealmirall             | Vicealmirall                |
| OF-7 Contraalmirall (USN-Contraalmirall Superior) 海軍少将 Kaigun-Shōshō (General de Brigada Naval) | Contraalmirall                 | Contraalmirall           | Contraalmirall              |
| OF-6 Comodor (USN-Contraalmirall Inferior)                                                          | Sense equivalent               | Comodor                  | Comodor                     |
| OF-5 Capità 海軍大佐 Kaigun-Daisa (Coronel Naval)                                                   | Capità                         | Capità                   | Capità                      |
| OF-4 Comandant 海軍中佐 Kaigun-Chūsa (Tinent Coronel Naval)                                         | Comandant                      | Comandant                | Comandant                   |
| OF-3 Tinent Comandant 海軍少佐 Kaigun-Shōsa (Major Naval)                                           | Tinent Comandant               | Tinent Comandant         | Tinent Comandant            |
| OF-2 Tinent 海軍大尉 Kaigun-Dai-i (Capità Naval)                                                    | Tinent                         | Tinent                   | Tinent                      |
| OF-1 Sotstinent (USN - Tinent júnior) 海軍中尉 Kaigun-Chūi (Tinent de 1a Naval)                     | Sotstinent                     | Sotstinent               | Sotstinent                  |
| OF-1 Alferes (RN - Guardiamarina) 海軍少尉 Kaigun-Shōi (Tinent de 2a Naval)                         | Alferes                        | Alferes                  | Alferes                     |

## Graus de sotsoficials i tropa
Els graus de la sotsoficialitat naval tenien la mateixa denominació que els seus iguals de l'Exèrcit, i no fou fins al 1942 que se'n modificà el nom. El primer nom és previ i el segon posterior a aqueixa data. Ambdós eren diferents que els de l'Exèrcit, però eren equivalents en rang.
- Sots-oficials o下士官　(Kashikan) – Seleccionats d'entre els reclutes i amb un any d'entrenament a l'Escola de Sergents
  - OR-9 兵曹長 　(Heisōchō)
  - OR-7 一等兵曹 (Ittōheisō) / 上等兵曹 (Jōtōheisō)
  - OR-6 二等兵曹 (Nitōheisō) / 一等兵曹 (Ittōheisō)
  - OR-5 三等兵曹 (Santōheisō) / 二等兵曹 (Nitōheisō)
- Mariners o兵 (Hei)
  - OR-4 一等水兵 (Ittōsuihei) / 水兵長 (Suiheichō)
  - OR-3 二等水兵 (Nitōsuihei) / 上等水兵 (Jōtōsuihei)
  - OR-2 三等水兵 (Santōheihei) / 一等水兵 (Ittōsuihei)
  - OR-1 四等水兵 (Yontōsuihei) / 二等水兵 (Nitōsuihei)